# Cristina Polonio
Cristina Polonio Rincón (Sevilla, 20 de julio de 1998), es una jugadora de balonmano española que juega en el equipo español del KH-7 Bm. Granollers desde 2023.

## Trayectoria
Aunque es una jugadora muy polivalente, es especialista defensiva. Su gran potencia de piernas le hace una jugadora muy profunda en la defensa, dificultando el juego de los centrales ofensivos y crea muchas dificultades en los laterales, tanto en el tiro como en el pase de recorrido. En un 6-0 cerrado, es una muralla difícil de superar. Pero, además, es muy versátil ya que juega con mucha inteligencia en ataque. 

### Clubes
Sus inicios en el balonmano fueron jugando en el extinto (e histórico) Balonmano Sagunto. En infantil se incorporó al Balonmano Morvedre. En el primer equipo saguntino estuvo tres temporadas. Tras su paso por las Guerreras de Morvedre y Alcobendas, además de una cesión exprés en Canyamelar de Valencia, se incorpora al Bera Bera en la temporada 2021-22. 

#### Morvedre
Criada en las canchas valencianas de Sagunto, en su etapa en el balonmano base, como cadete y juvenil, obtuvo 4 medallas en los campeonatos de España. En el Balonmano Morvedre coincidió con las jugadoras Rocío Rojas y Stephanía Oliveira, en un equipo juvenil de muchos quilates. De ahí, en 2017, subió al equipo de División de Honor Plata (aun siendo juvenil) y renovó durante su primera temporada como júnior de la mano de Manu Etayo. Incluso jugó unos partidos con el Canyamelar de Valencia en 2018 en una cesión exprés, cesión que le permitió debutar en la División de Honor española. Fue miembro de aquel Balonmano Morvedre histórico que terminó imbatido la temporada 2017-18 y subió a División de Honor. 
En la temporada 2020–21 vuelve a Morvedre tras su paso por Alcobendas, donde lucha por no descender. 

#### Alcobendas
Con Cristina Cabeza a la cabeza se enroló en las filas del Helvetia Alcobendas en una temporada 2019–20 aciaga para el club madrileño que, aunque se salvó in extremis en la última jornada, tuvo que negarse a salir en División de Honor por los problemas económicos del club madrileño la temporada siguiente.

#### Bera Bera
Se incorpora al Bera Bera en la temporada 2021-22 en la que comparte posición con Eli Cesáreo. Su gran valedor es Imanol Álvarez, técnico del equipo donostiarra, que la convocó en las categorías inferiores de la selección júnior. Antes de terminar la temporada 2022-23 anunció que no seguiria en el club guipuzcoano la temporada siguiente. Deja el club tras no perderse ninguno de los 56 partidos oficiales durante las dos temporadas anteriores. 
Junto al equipo vasco participó en las dos temporadas de la EHF European League. 

#### KH-7 BM Granollers
Empezó la temporada 2023–24 en el KH-7 BM Granollers. 

### Internacional
Habitual en las convocatorias juveniles y juniors de las Guerreras, ha disputado el Campeonato Júnior de Eslovenia en el 2017 y el Campeonato del Mundo Júnior de Hungría del 2018. En 2024 fue llamada por el seleccionador Ambros Martín por primera vez para la selección absoluta en un doble enfrentamiento contra Suecia y entró entre las 35 jugadoras a la preselección para el Campeonato de Europa del 2024.

### Clubes
- 2017–19: Balonmano Morvedre
- 2018: HC Canyamelar
- 2019–20: Balonmano Alcobendas
- 2020–21: Balonmano Morvedre
- 2021–23: Super Amara Bera Bera
- 2023–: KH-7 Bm Granollers

#### Datos (Actualizados a septiembre de 2023)[13]
| Liga     | Liga  | Copa     | Copa  | Europa   | Europa |
| Partidos | Goles | Partidos | Goles | Partidos | Goles  |
| -------- | ----- | -------- | ----- | -------- | ------ |
| 122      | 261   | 14       | 38    | 6        | 8      |

## Palmarés
- 1 x Liga española (2021-22[14])
- 1 x Supercopa de España (2022)
- 1 x Copa de la Reina (2023)